# Gyklos

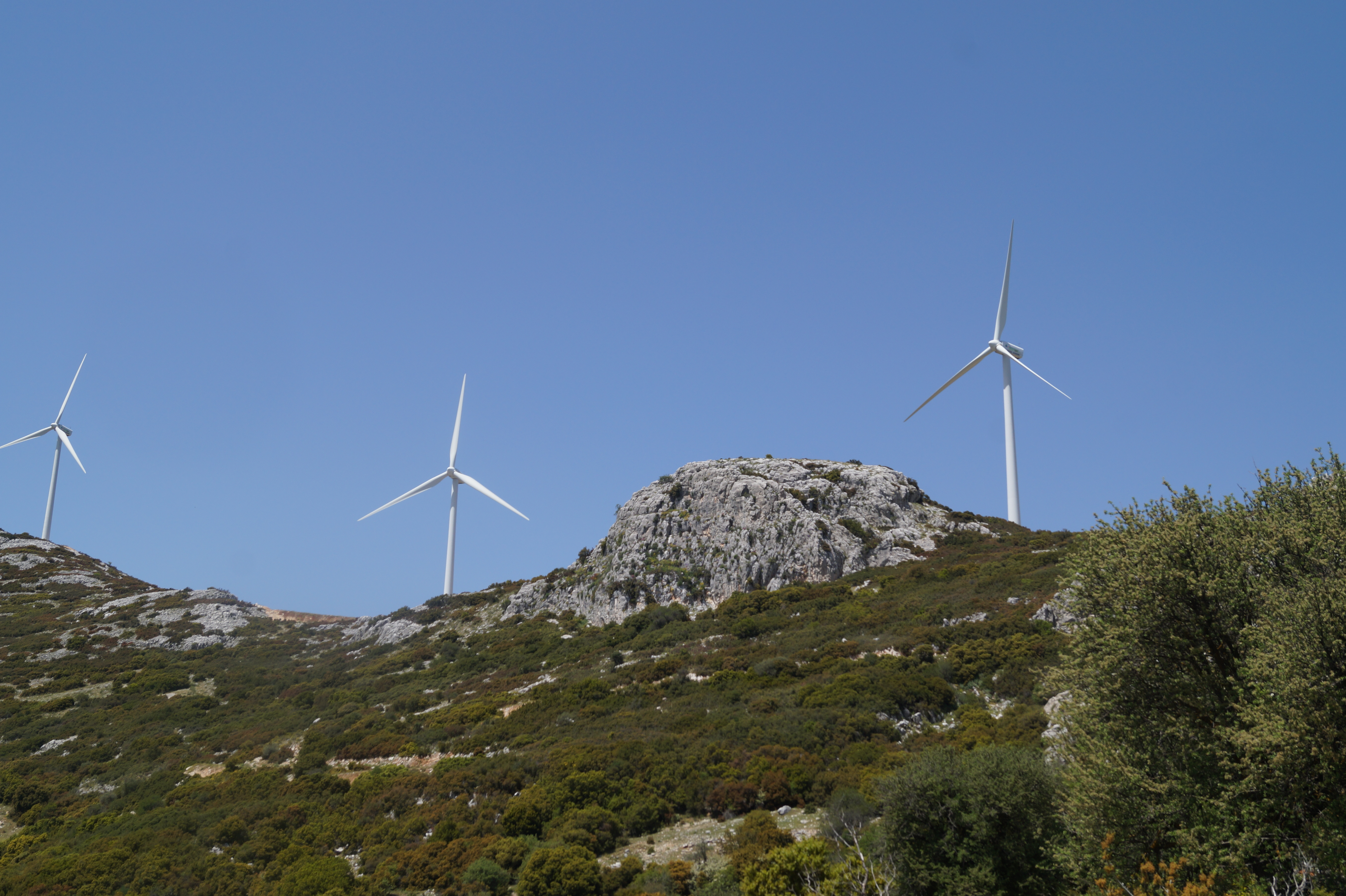
Blick von Süden auf Gyklos.

Gyklos (Γκύκλος) heißt eine fränkische Festung auf dem etwa 870 m hohen Skounthi im Arachneongebirge. Die Burg liegt etwa 300 m westlich des Passes von Lygourio nach Arachneo in Griechenland. Von hier aus konnte man die Straßen in beide Richtungen überblicken. 

## Beschreibung

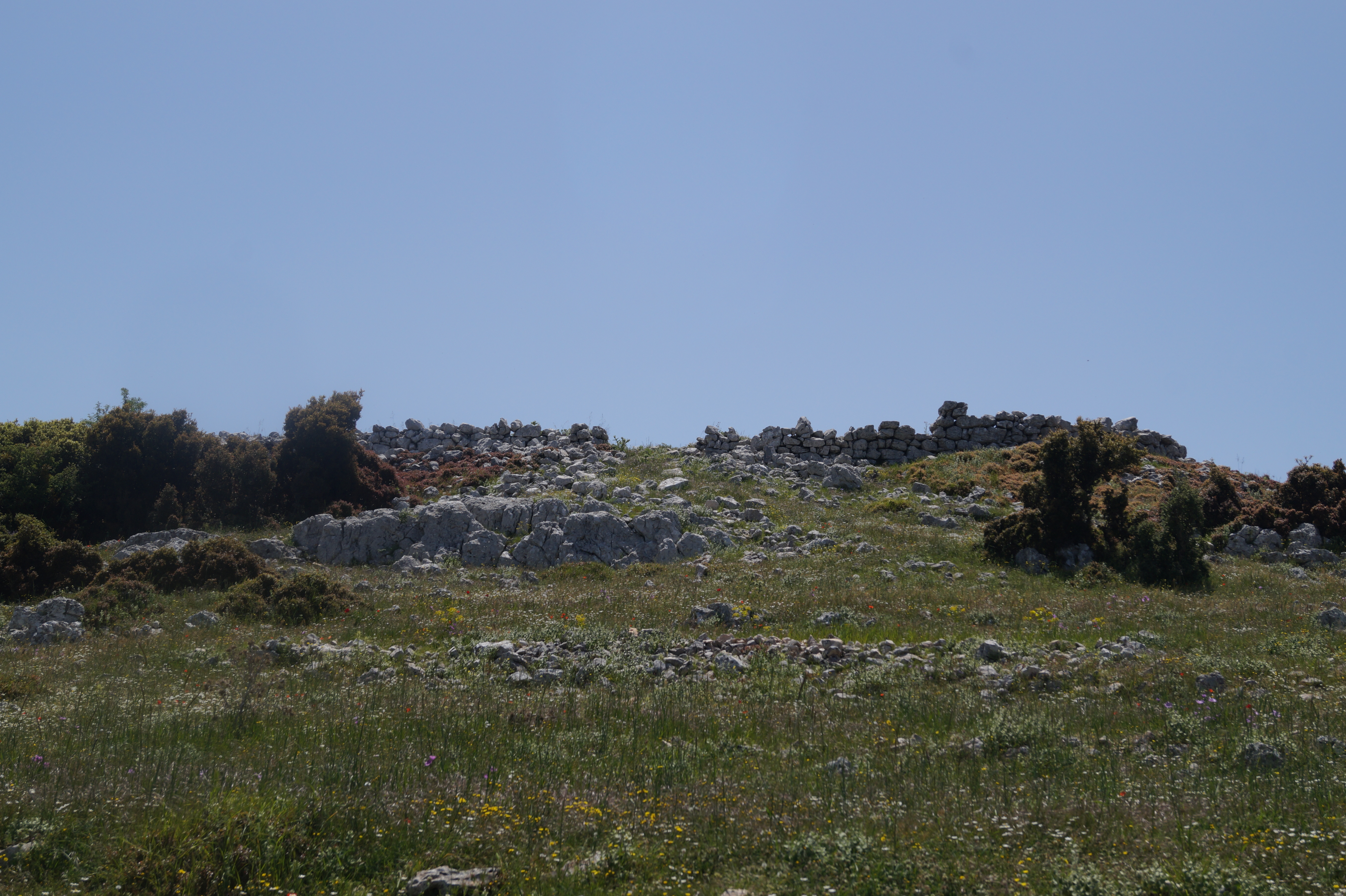
Blick von Norden auf das Tor der Befestigungsanlage.

Die Burg wurde nie archäologisch untersucht. Sehr wahrscheinlich gab es hier schon in prähistorischer Zeit eine Befestigung, um den strategisch wichtigen Pass zu kontrollieren. Der Berg war im Westen und Norden mit einer Mauer befestigt. Im Osten und Süden, wo das Gelände steil abfällt, war dies nicht nötig. Die Mauern sind Trockenmauern aus relativ kleinen grob behauenen Steinen. Die Zwischenräume zwischen den Steinen sind mit noch kleineren Steinen aufgefüllt. Die Mauer hat eine Dicke von etwa 1,80 m und ist bis zu 4 m hoch erhalten. Im Norden befand sich ein Tor.
Die mittelalterliche Befestigung wird anhand der Mauertechnik in die Regierungszeit des Herzogs von Athen Otto de la Roche datiert, der sie vermutlich zum Schutz gegen Leon Sgouros um 1220 errichten ließ. Der Name der Burg kommt wahrscheinlich von Kyklos (κύκλος = Kreis).